# 니조정
니조정(일본어: 二丈町)은 후쿠오카현 서부에 있었던 이토시마 군의 정이다. 2010년 1월 1일, 인접하는 마에바루시·이토시마군 시마정과 신설 합병해 소멸했다. 새로운 시명은 이토시마시이다.

## 지리
후쿠오카 현 최서단에 해당한다. 사가현과의 현 경계에 접하고 있어 후쿠오카시와 가라쓰시를 연결하는 루트의 중간에 위치한다. 정의 중심부에 해당하는 지쿠젠후카에역에서 동쪽은 후쿠오카 시의 베드타운으로서 주택지가 개발되고 있지만 서쪽은 온화한 어촌의 이미지가 남아 있다.
북쪽은 겐카이나다에 접하고 있고 남쪽은 세후리 산지에 의해서 사가 현과 가로막혀 있다.

## 인접한 자치체
- 후쿠오카현 마에바루시
- 사가현 가라쓰시

## 역사
- 1955년 1월 1일 : 이토시마군 이키산촌, 후카에촌, 후쿠요시촌이 합병해 니조촌(二丈村)이 성립하였다.
- 1965년 4월 1일 : 정으로 승격해 니조정(二丈町)이 되었다.

## 교통

### 철도
- 규슈 여객철도 지쿠히 선

### 도로
- 니시큐슈 자동차도
- 국도 202호선